# Fazenda Rio Grande
Pour les articles homonymes, voir Fazenda (homonymie).
Fazenda Rio Grande est une municipalité brésilienne située dans l'État du Paraná.